# Bronzolo
Bronzolo är en ort och kommun i provinsen Sydtyrolen i regionen Trentino-Sydtyrolen i Italien. Kommunen hade 2 808 invånare (2018).